# 肥尾跳鼠屬
肥尾跳鼠屬（學名：Pygeretmus），囓齒目跳鼠科的一屬，分佈在中亞地區，包括三種。

## 物種
- 小肥尾跳鼠（英语：Pygeretmus platyurus） Pygeretmus platyurus
- 小地兔 Pygeretmus pumilo
- 大肥尾跳鼠（英语：Pygeretmus shitkovi） Pygeretmus shitkovi